# サイモン・フィリップス
サイモン・フィリップス（Simon Phillips、1957年2月6日 - ）は、イングランド・ロンドン出身のセッションドラマー（スタジオミュージシャン）、レコーディング・エンジニア、マスタリング・エンジニア。ロサンゼルス在住。
ジェフ・ベックやミック・ジャガーなど数多くのミュージシャンのドラマーとして活躍。1992年から2013年まで、亡きジェフ・ポーカロの後任メンバーとしてTOTOで活動した。
「ローリング・ストーン誌の選ぶ歴史上最も偉大な100人のドラマー」において2010年版では17位、改訂版の2016年版ではランキング外。

## 経歴

### 少年時代
父親シド・フィリップスはイギリスのジャズ界の黎明期に活動したプロフェッシナルのクラリネット奏者であり、50代の頃に生まれた息子とは祖父と孫と呼べるほどの年齢差があった。フィリップスは3歳からドラムを始め、6歳の頃には父のバンドのメンバーとしてBBCの録音に参加するなど積極的な活動を行っていた。12歳の頃からプロになり、学業よりも音楽活動を中心とした生活を送った。本人の弁では「フルタイムで演奏の仕事をし、パートタイムで学校へ通っていた」 。

### セッションプレーヤー - ハードロック界での成功
フィリップスは16歳の時に父が死去すると父のバンドから独立し、セッションプレーヤーとしての活動を開始した。この頃からジャズ以外の音楽にも対応し始める。1976年にはフィル・マンザネラ、ブライアン・イーノ、フランシス・モンクマン、ビル・マコーミック、ロイド・ワトソンと801を結成。彼等はライブ活動を行なって『801 ライヴ』（1976年）を発表した。
さらにフィリップスは、ジェフ・ベックのようなロック・インストゥルメンタルから、ジューダス・プリースト等のヘヴィメタルまでより幅広い分野の様々なアーティストをサポートしていった。彼は特にマイケル・シェンカー・グループとの活動により、ハードロック界で不動の地位を築いた。
1979年11月、ザ・フーのピート・タウンゼントの初の本格的なソロ・アルバム『エンプティ・グラス』（1980年）の制作に客演。彼はこれをきっかけに、1983年にザ・フーが解散した後のタウンゼンドのソロ・アルバムの制作に参加し続け、1985年にタウンゼンドがライブ活動の為に結成した総勢10名以上の大編成バンドであるディープ・エンド（Deep End）のメンバーになった。1989年、タウンゼンドはディープ・エンドを引き連れる形でロジャー・ダルトリー、ジョン・エントウィッスルと再結集して、ザ・フーの結成25周年を記念するツアーを行ない、フィリップスは1989年6月21日から9月3日までアメリカ合衆国とカナダ、10月6日から11月2日までイングランドで行なわれたツアーに参加した。なお彼は、ツアーの開始と相前後して発表されたタウンゼンドのソロ・アルバム『アイアン・マン』に収録されたザ・フー名義の2曲の録音にも参加した。タウンゼンドとは、1993年の彼のソロ・ツアーで再度共演した。
1988年には、初のソロ・アルバム『プロトコル』を発表。

### 日本での活動
1978年、ジェフ・ベックの来日公演にドラマーとして参加。翌1979年には、前年のベックの来日公演で一緒だったスタンリー・クラークが結成したスタンリー・クラーク・バンドのメンバーとして、Live Under The Skyに参加。さらに1980年はベックのThere And Back Tourで来日。1986年、ベックのFlash Tourに同行し、軽井沢公演ではセッションに参加したカルロス・サンタナとスティーヴ・ルカサーと共演。ルカサーとの共演は彼がTOTOに加入するきっかけとなった。
1988年、ミック・ジャガー・バンドのドラマーとして来日。東京ドームが完成し、開場した3月18日から4日後、22日のこけら落とし公演で2日間、東京ドームのステージに立つ。1990年の本家ローリング・ストーンズの来日公演に先立った。
1990年、キース・エマーソン（キーボード）、ジョン・エントウィッスル（ベース・ギター）、ジョー・ウォルシュ（ギター）、ジェフ・バクスター（ギター）と結成したザ・ベストのメンバーとして来日。
1992年には、X JAPANのTOSHIのファースト・ソロ・アルバム『made in HEAVEN』に全面参加。また、嵐のレコーディングにも参加（「WAVE」などの楽曲）。

### TOTOへの加入
1992年、TOTOのドラマーであったジェフ・ポーカロの追悼ツアーにボーカロの代役として参加、そのままTOTOに正式加入した。この頃、ロンドンを去って、かねてより移住を考えていたロサンゼルスへ転居する。
これまでバンドのパーマネント・メンバーとして活動することがほとんどなかったフィリップスが、ひとつのバンドに固定の正式メンバーとして活動するのは珍しかった。彼はTOTOが活動を休止した直後、『Player』誌2008年5月号のインタビューで、TOTOに正式加入した理由について「TOTOは非常にプロフェッショナルな実力派プレーヤーの集団である」からと語っている。因みにTOTOの他のメンバー全員が、フィリップスと同様にスタジオ・ミュージシャンや作曲家を兼業している。
TOTOは2008年3月に活動を無期限休止を宣言し、同年の7月に正式に解散するが、フィリップスは解散まで在籍した。そして解散の2年後の2010年から、病気に倒れたマイク・ポーカロ支援のための再結成にも参加。その後、自己の活動に専念するため、解散していた2年間を含めて20年以上在籍したTOTOを2014年1月に脱退した。

### TOTO脱退以降の活動
TOTOが2008年に解散して以降、そして再結成したTOTOから2014年に脱退した以降は、以前と同様に特にパーマネントなバンドを持たずに自己のプロジェクトやバックバンドなどで精力的にセッション、ライブ活動を行っている。
2011年後半は、ジャズ・ピアニスト上原ひろみの『VOICEツアー』に参加、以降も上原ひろみのバンド「The Trio」のメンバーとしてアンソニー・ジャクソンと共に上原の作品や公演に参加している。

## 演奏スタイル
右手でスネアドラムを叩き、左手でハイハットシンバルを叩く、オープンスタイル。その為しばしば左利きや両利きと思われることがあるが、実際は右利きであり、元々は一般的なクロスハンドで叩いていたが、1974年頃から現在のオープンハンド奏法へ切り替えていった。

### 多彩なジャンル
キャリアのルーツであるジャズではディキシーランド系から、プログレッシブなフュージョン、またポップ系ではR&Bやポップ・ロックからヘヴィメタルまで、セッションプレーヤーとしてみても非常に幅広くプレイできるミュージシャンである。
元々はジャズ・ドラマーであり、現在も自己のプロジェクトや上原ひろみトリオなどジャズ系のプレイも盛んである。またYOUNG GUITAR（2022年11月号）に掲載されているデレク・シェリニアンのインタビューによると、彼はキーボードの演奏もうまく、シェリニアンと曲作りを行う際、ドラムを叩いていないときは、大抵ドラムの打ち込みをしているという。シェリニアンのX（旧Twitter）には、2019年9月4日に彼がキーボードを使ってリズムトラックの打ち込みをしている動画と、同年12月9日にレコーディング作業中にキーボードを使っている画像が投稿されている。

### 機材

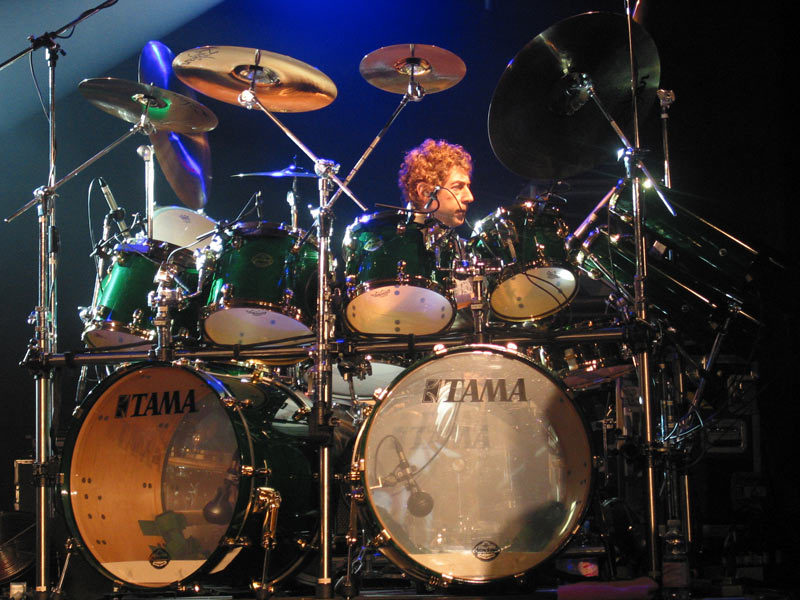
愛用のTAMA製ドラムセット

TAMAのドラムセットを長年に渡って愛用している。シンバルはジルジャン、スティックはProMarkのカスタム・モデルを愛用し、マッチドグリップで演奏している。バスドラムはロックやジャズとジャンル問わず2台設置（2バス）して連打プレイをすることが多い。基本的にドラムセットは非常に点数（楽器数）が多く、あたかも彼を囲む要塞のようである。
オープンハンド奏法を用いるため、ライドシンバルが左手側にセットされているほか、ハイハットが低い位置にセットされ、左手でリズムを刻むようになっている。
セットの近くにミキサーを設置し、エンジニアとしての経験を活かしてモニターバランスを自ら調整している。

## エンジニアとして
レコーディング/ミキシング・エンジニア、マスタリング・エンジニアとしての活動も行っており、自分の作品も自らミキシングすることが多い。
彼はマイク・オールドフィールドのアルバム『クライシス』（1983年）から本格的にエンジニアとしての活動を開始した。当初、同アルバムへの参加はドラマーとしてのものだった。しかし製作開始早々に担当エンジニアが解雇されると、彼はオールドフィールドから唐突に機材のマニュアルを渡されて「これを読みながらなんとかやってみてくれ」と頼まれた。そこでVUメーターの動きや配線の状態を頼りにレコーディングを開始させ、結局最後までドラマー兼任でエンジニアリングを行なったという。
元々彼はドラムの音質がマイクロフォンの機種やエンジニアによって異なることが気になっており、満足する音質を求めてマイクやコンソール、プリアンプの機種やマイクの立て方、モニターの特性を研究していた。『クライシス』での経験に自信を得て、これを機にエンジニアとしての道を歩み始める。
SHURE製品の愛用者であり、ドラムに使用するマイクのほとんどが同社製であるという。
ロサンゼルスにPro Toolsシステムを完備したレコーディング・スタジオ「Phantom Recordings」を所有しており、多くをこのスタジオで作業している 。
彼は現場でのレコーディングのみならず、インターネット・オンライン上でのオーディオファイルのやりとりによるミキシングやマスタリングサービスも展開しており、公式サイト上で依頼を受け付けている。

## ディスコグラフィ

### リーダー・アルバム
- 『プロトコル』 - Protocol (1988年、Food for Thought)
- Simon Phillips (1992年、Manhattan)
- Force Majeure (1993年、B&W) ※プロトコル名義。with Ray Russell、Anthony Jackson、Tony Roberts
- 『シンバイオシス』 - Symbiosis (1995年、Lipstick)
- 『アナザー・ライフタイム - トニー・ウィリアムスに捧ぐ』 - Another Lifetime (1997年、Lipstick)
- 『アウト・オブ・ザ・ブルー』 - Out of the Blue (1999年、Victor)
- Vantage Point (2000年、Jazzline) ※with Jeff Babko
- 『プロトコルII』 - Protocol II (2013年、Phantom) ※with Andy Timmons、Steve Weingart、Ernest Tibbs
- 『プロトコルIII』 - Protocol III (2015年、In-akustik) ※with Andy Timmons、Steve Weingart、Ernest Tibbs
- 『プロトコルIV』 - Protocol 4 (2017年、Phantom) ※with Greg Howe、Dennis Hamm、Ernest Tibbs

### 参加アルバム
イアン・ギラン
- 『ネイキッド・サンダー』 - Naked Thunder (1990年)

上原ひろみ
- 『ヴォイス』 - Voice (2011年)
- 『MOVE』 - Move (2012年)
- 『ALIVE』 - Alive (2014年)
- 『MOVE ライヴ・イン・トーキョー』 - Move: Live in Tokyo (2014年) ※DVD
- 『SPARK』 - Spark (2016年)

エイジア
- 『アクア』 - Aqua (1992年)
- 『天空のアリア』 - Aria (1994年)

801
- 『801 ライヴ』 - 801 Live (1976年)
- 『リッスン・ナウ』 - Listen Now (1977年) ※フィル・マンザネラ / 801名義

ゲイリー・ムーア
- 『バック・オン・ザ・ストリーツ』 - Back on the Streets (1978年)
- 『アフター・ザ・ウォー』 - After the War (1989年)

ザ・フー
- 『ジョイン・トゥゲザー』 - Join Together  (1990年、Virgin)
- 『ザ・フー・ボックス』 - Thirty Years of Maximum R&B (1994年、Polydor)

ジェフ・ベック
- 『ゼア・アンド・バック』 - There and Back (1980年、Epic)

ジャック・ブルース
- 『ハウズ・トリックス』 - How's Tricks (1977年、March)
- 『シティーズ・オブ・ザ・ハート〜ライヴ1993』 - Cities of the Heart (1993年、CMP)
- 『ジェット・セット・ジュエル』 - Jet Set Jewel (2003年、Polydor)

ジューダス・プリースト
- 『背信の門』 - Sin After Sin (1977年)

ジョー・サトリアーニ
- 『フライング・イン・ア・ブルー・ドリーム』 - Flying In A Blue Dream (1989年、Relativity)
- 『ジ・エクストリーミスト—極—』 - The Extremist (1992年、Relativity)
- 『タイム・マシーン』 - Time Machine (1993年、Relativity)
- 『スーパー・コロッサル』 - Super Colossal (2006年、Epic)

ジョン・アンダーソン
- 『七つの詩』 - Song of Seven (1980年、Atlantic)
- 『アニメーション』 - Animation (1982年、Polydor)

スティーヴ・ハケット
- 『幻影の彼方〜ビヨンド・ザ・シュラウデッド・ホライゾン』 - Beyond the Shrouded Horizon (2011年、WHD)
- 『アット・ジ・エッジ・オブ・ライト〜光と闇の深淵にて』 - At the Edge of Light (2019年)

スティーヴ・ルカサー
- 『キャンディマン』 - Candyman (1994年、Columbia)
- 『サンタメンタル』 - Santamental (2003年、Favored Nations)

TM NETWORK
- 『Major Turn-Round』(2000年、Rojam Entertainment)

デイヴィッド・カヴァデール
- 『ホワイトスネイク』 - White Snake (1977年)

デレク・シェリニアン
- 『イナーシャ』 - Inertia (2001年、Inside Out)
- 『ブラック・ユートピア』 - Black Utopia (2003年、J.S.H.P.)
- 『ミソロジー』 - Mythology (2004年、Inside Out)
- 『ブラッド・オヴ・ザ・スネイク』 - Blood of the Snake (2006年、Inside Out)
- 『オセアナ』 - Oceana (2011年、Music Theories)

トーヤ
- 『チェンジリング』 - The Changeling (1982年)
- 『ファンタジック・ワールド・ライヴ』 - Warrior Rock: Toyah on Tour (1982年)

TOTO
- 『ライヴ』 - Absolutely Live (1993年) ※ライブ
- 『タンブ』 - Tambu (1995年)
- 『TOTO XX』 - TOTO XX <1977-1997> (1998年) ※未発表曲集
- 『マインドフィールズ』 - Mindfields (1999年)
- 『ライヴ・フィールズ』 - Livefields (1999年) ※ライブ
- 『スルー・ザ・ルッキング・グラス』 - Through the Looking Glass (2002年) ※カヴァー・アルバム
- 『ライヴ・イン・アムステルダム〜25th Anniversary』 - Live in Amsterdam (2003年) ※ライブ
- 『フォーリング・イン・ビトゥイーン』 - Falling in Between (2006年)
- 『フォーリング・イン・ビトゥイーン・ライヴ』 - Falling in Between Live (2007年)
- 『35周年アニヴァーサリー・ツアー　ライヴ・イン・ポーランド 2013』 - 35th Anniversary Tour: Live in Porland (2014年)

ニック・カーショウ
- 『ラジオ・ミュジコーラ』 - Radio Musicola (1986年)
- You've Got to Laugh (2006年)

Ph.D.
- 『デビュー!』 - PhD (1981年、Atlantic)
- 『危険がいっぱい』 - Is It Safe? (1983年、WEA)
- Three (2009年、Voiceprint)

ピート・タウンゼント
- 『エンプティ・グラス』 - Empty Glass (1980年、ATCO)
- 『チャイニーズ・アイズ』 - All the Best Cowboys Have Chinese Eyes (1982年、ATCO)
- 『ホワイト・シティ』 - White City : A Novel (1985年、ATCO)
- 『ディープ・エンド・ライブ』 - Deep End Live! (1986年、ATCO)
- 『アイアン・マン』 - Iron Man (1989年、Virgin)

マイク・オールドフィールド
- 『クライシス』 - Crises (1983年)
- 『ディスカバリー』 - Discovery (1984年)
- 『アイランズ』 - Islands (1987年)
- 『ヘヴンズ・オープン』 - Heaven's Open (1991年) ※Michael Oldfield名義

マイケル・シェンカー
- 『神 (帰ってきたフライング・アロウ)』 - The Michael Schenker Group (1980年、Chrysalis)
- 『イン・ザ・ミッドスト・オブ・ビューティー』 - In the Midst of Beauty (2008年、In-akustik)
- 『MSG 30周年記念コンサート - ライヴ・イン・トウキョウ』 - The 30th Anniversary Concert: Live in Tokyo (2008年、In-akustik)
- 『テンプル・オブ・ロック』 - Temple Of Rock (2011年、In-akustik)

ミック・ジャガー
- 『プリミティヴ・クール』 - Primitive Cool (1987年、Columbia)